# Bádice
Bádice és un poble i municipi d'Eslovàquia que es troba a la regió de Nitra, al sud-oest del país. El 2021 tenia 392 habitants.
Es troba documentat des del 1.233. El 1960 es va fusionar amb els pobles de Mechenice i Sokolníky, per crear un municipi anomenat Podhorany. El 2002, després d'un referèndum d'independència, aconseguí la segregació.

## Demografia
| Godina             | 1994 | 2004 | 2014   | 2024    |
| ------------------ | ---- | ---- | ------ | ------- |
| Nombre de persones | 0    | 337  | 320    | 399     |
| Diferència         |      | –    | −5,04% | +24,68% |

| Godina             | 2023 | 2024 |
| ------------------ | ---- | ---- |
| Nombre de persones | 399  | 399  |
| Diferència         |      | +0%  |